# Si Bon
Si Bon (em persa: سي بن, também romanizada como Sī Bon) é uma aldeia do distrito rural de Langarud, no condado de Abbasabad, da província de Mazandaran, Irã.
No censo de 2006, sua população era de 350 habitantes, em 82 famílias.